# Seetalhorn
De Seetalhorn is een berg ten zuidoosten van Grächen in het Zwitserse kanton Wallis in de Mischabelgroep van de Walliser Alpen op een hoogte van 3037 m boven zeeniveau.

## Toerisme
Het gebied ten westen van de Seetalhorn was ooit door de Seetalhornbahn een onafhankelijke skibestemming met twee stoeltjesliften en een gondel. Rond de millenniumwisseling werd besloten om het skigebied te verbinden met het naburige skigebied Hannigalp. De resulterende 4-persoons stoeltjeslift en de verbreding van de verbindingspiste tussen beide gebieden, bracht Grächen een extra toeristische impuls. Door deze nieuwe ontwikkeling werd de Seetalhornbahn geleidelijk aan minder belangrijk. Door de modernisering van de gondel tussen Grächen en Hannigalp werd deze in 2010 definitief gesloten.

## Beklimming
De Seetalhorn is te bereiken via twee paden, de meest populaire leidt van het bergstation van de skilift (die vaak ten onrechte de top wordt genoemd), over een veld bedekt met puin (vanaf 2022) naar de Seetalpas.
Het tweede pad leidt van Eisten in het Saastal naar de Seetalpas, vanaf hier is de top via een steile bergkam te bereiken. Omdat het veld ten westen van de top bedekt is met puin, zijn de borden noch toegankelijk noch zichtbaar, dus de bergbeklimmer moet zelf de weg vinden.

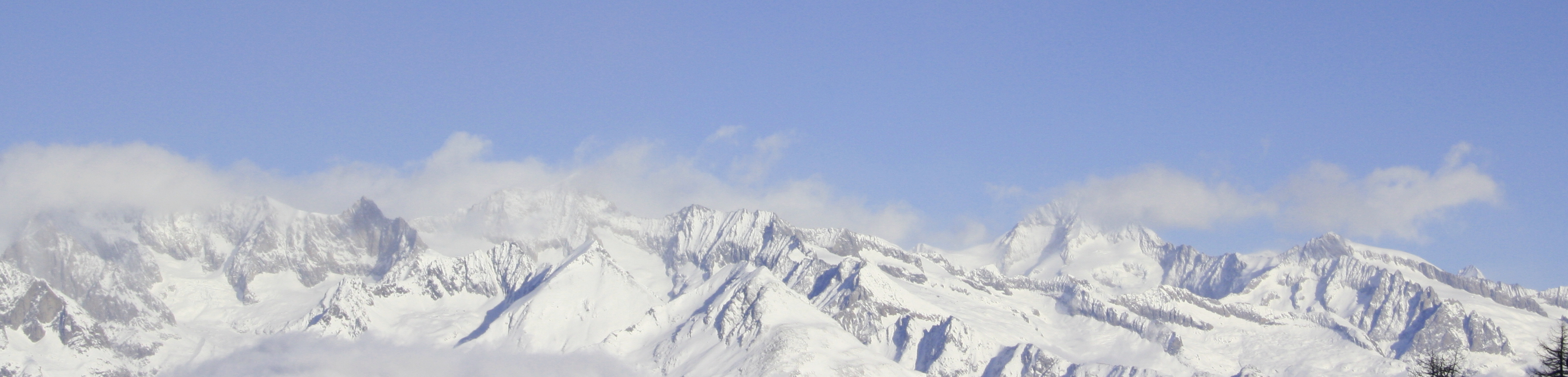
Panorama vanaf de Seetalhorn in de winter.